# Templo de Derr

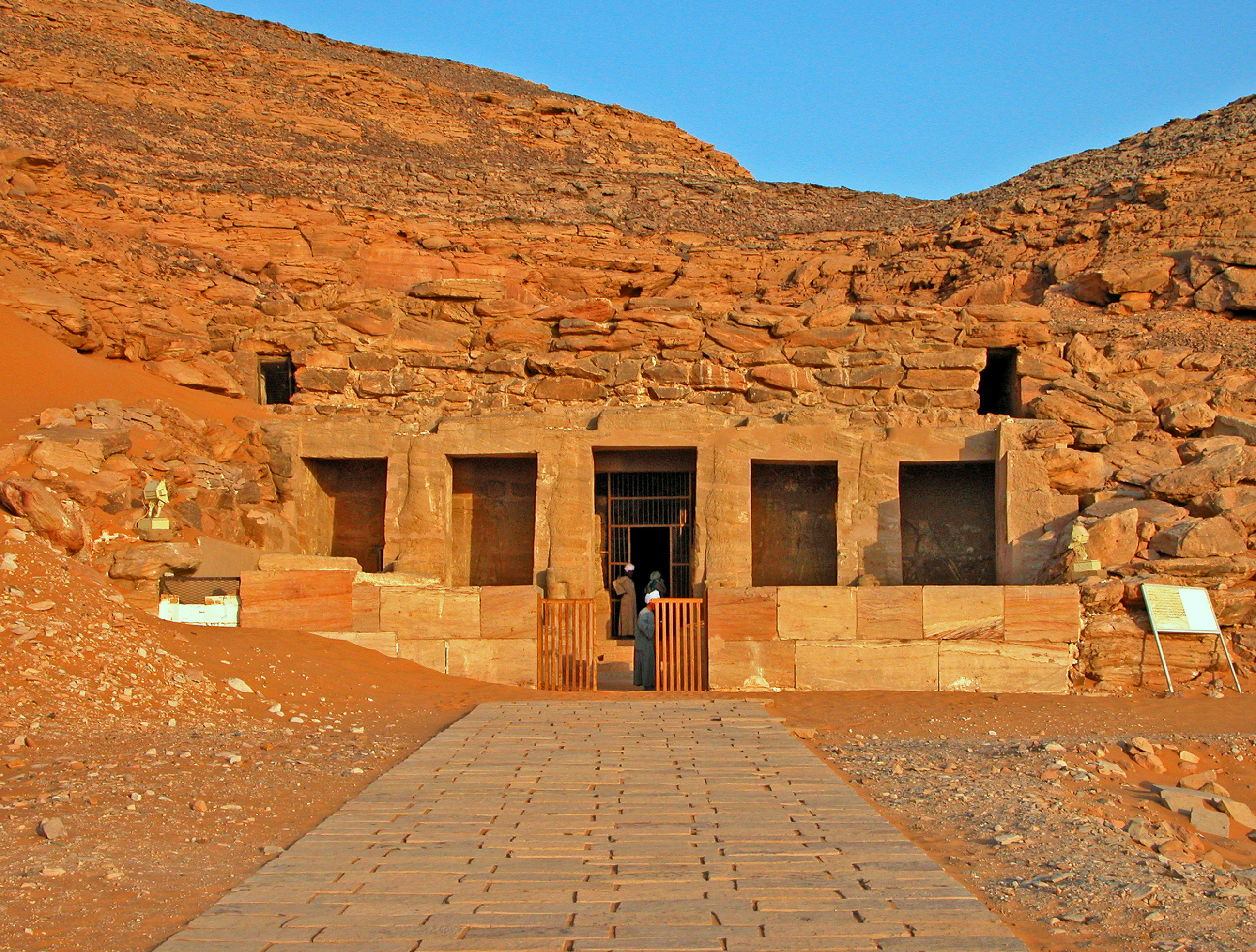
Fachada del reasentado Templo de Derr.

El Templo de Derr o el-Derr es un speos o templo tallado en la roca egipcio en la Baja Nubia. Fue construido durante la XIX Dinastía por el faraón Ramsés II. Es el único templo tallado en la roca de Nubia, de los levantados por este faraón, en el lado derecho (o este) de la orilla del Nilo. La posición única del templo "se debió probablemente porque el río en su aproximación a la curva de Korosko fluye en una dirección 'antinatural' hacia el sureste." El templo de Derr era conocido en la antigüedad como El Templo de Ri'amsese-meryamun Ramsés II en el Dominio de Re y fue dedicado al dios Ra-Horajtis. Los estudiosos discrepan sobre su fecha de construcción precisa: el egiptólogo francés Nicolas Grimal considera que fue construido en el trigésimo año de Ramsés II, presumiblemente para coincidir con su primer jubileo real. En contraste, John Baines y Jaromír Málek escriben que el templo de Derr "fue construido en la segunda mitad del reinado del rey", probablemente porque su "plan y decoración se parecen a los del Gran Templo de Abu Simbel (exceptuando las estatuas sedentes colosales contra la fachada)." Abu Simbel fue construido entre el año 24 y el año 31 del reinado de Ramsés. Según Joyce Tyldesley, el Templo de Derr fue construido por Setau, conocido por servir como Virrey de Kush o Nubia entre el año 38 al 63 del reinado de este faraón.

## Decoraciones y arquitectura

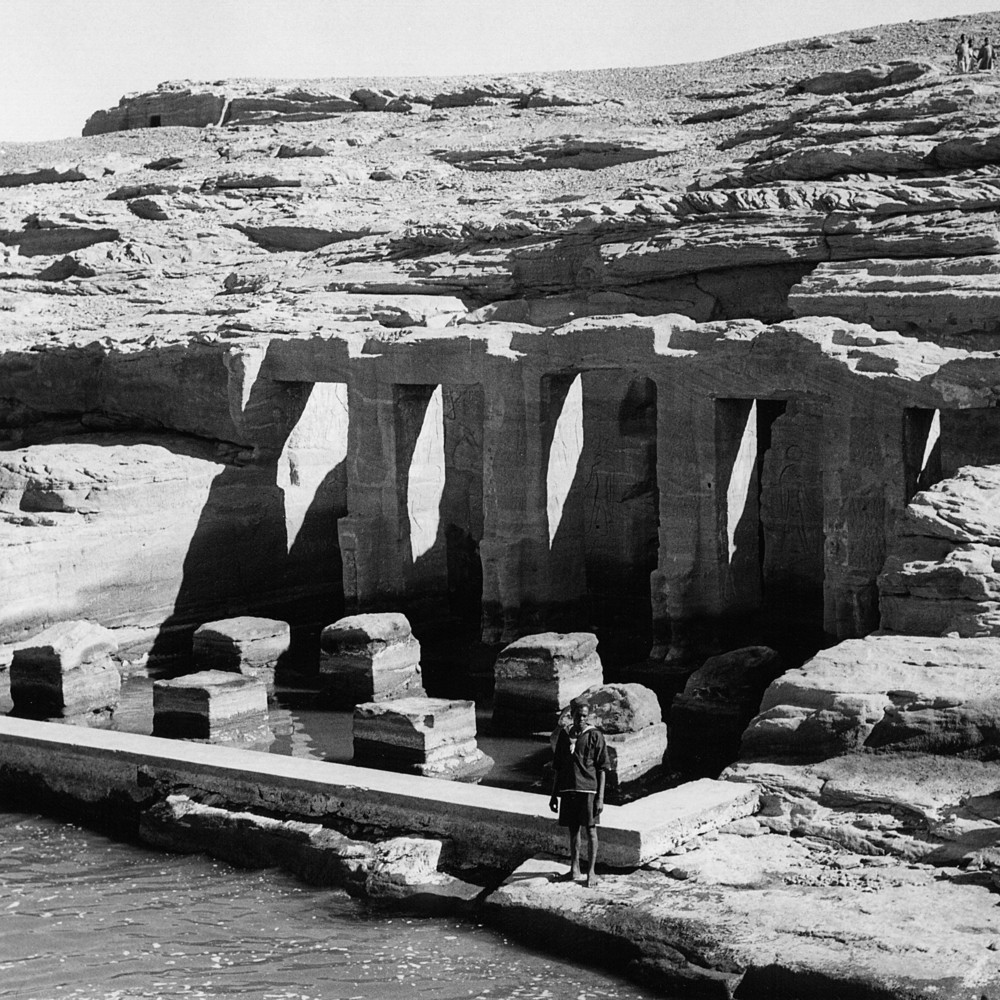
Ruinas del templo en 1960.

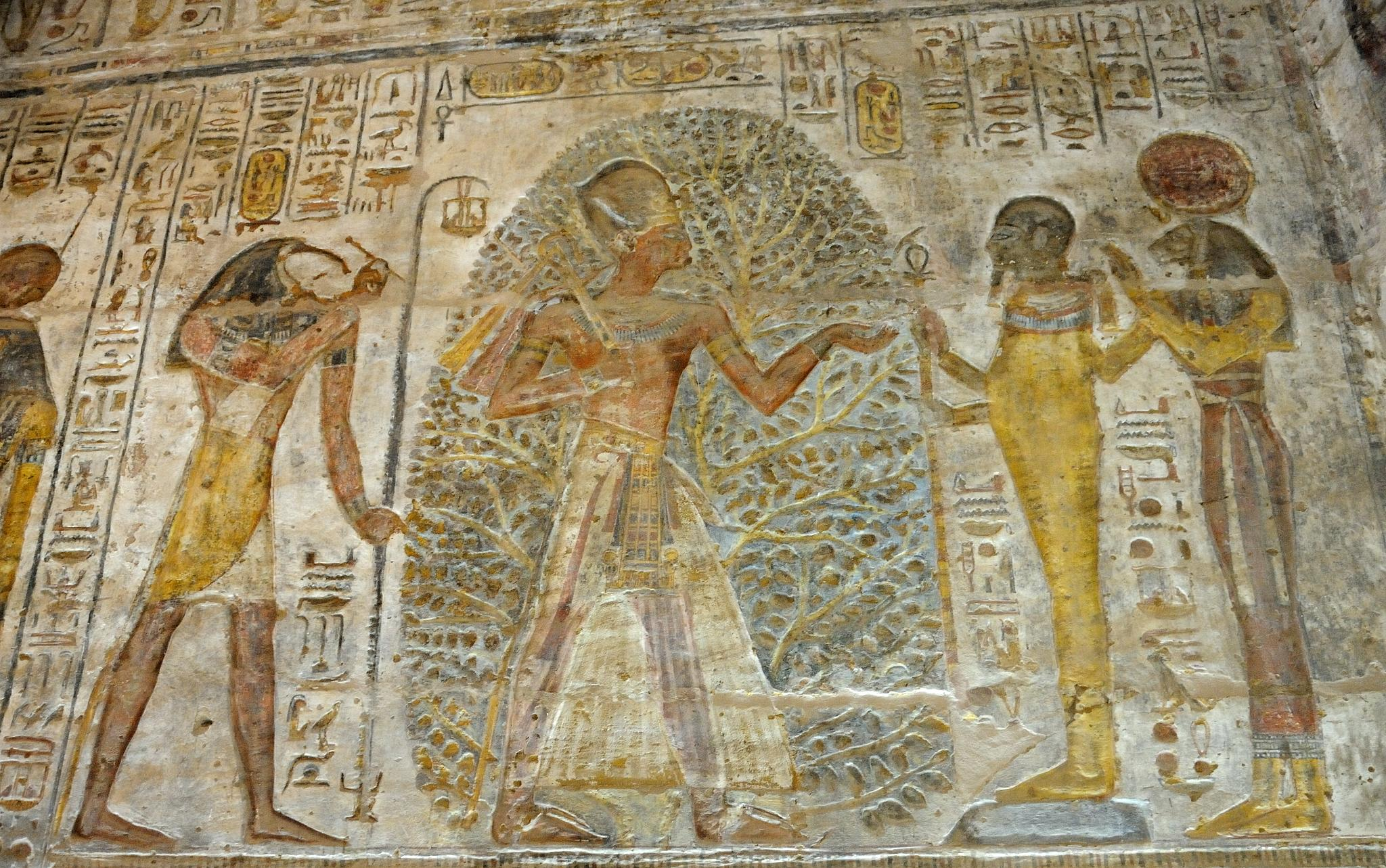
Relieve de Ramsés II en el templo de Derr.

El templo de Derr es más elaborado que el speos de Beit el-Wali y "consta de una secuencia de dos salas hipóstilas (probablemente precedidas originalmente por un patio delantero y un pilono) dirigiendo a un santuario triple donde estatuas de culto de Ramsés II, Amón-Ra, Ra-Horajtis y Ptah eran veneradas". Cuando fue limpiado y restaurado en tiempos modernos, Derr resultó contener relieves policromados inusualmente brillantes y vívidos que contrastaban "con los tonos de colores más suaves" de otros templos egipcios.

En 1964, el templo fue desmantelado y reubicado, junto con el Templo de Amada, a un sitio nuevo para salvarlo de la inundación provocada por la construcción de la presa de Asuán. Los primeros viajeros occidentales visitaron el sitio original, y el templo fue estudiado y publicado por primera vez por Aylward Blackman en 1913.